# Specklinia leptantha
Specklinia leptantha är en orkidéart som först beskrevs av Rudolf Schlechter, och fick sitt nu gällande namn av Carlyle August Luer. Specklinia leptantha ingår i släktet Specklinia och familjen orkidéer. Inga underarter finns listade i Catalogue of Life.